# Arcachon Cup 1989
Arcachon Cup 1989 — жіночий тенісний турнір, що проходив на відкритих кортах з ґрунтовим покриттям в Аркашоні (Франція). Належав до турнірів 2-ї категорії в рамках Туру WTA 1989. Тривав з 10 до 16 липня 1989 року. Юдіт Візнер здобула титул в одиночному розряді.

## Фінальна частина

### Одиночний розряд
Юдіт Візнер —  Барбара Паулюс 6–3, 6–7(3–7), 6–1
- Для Візнер це був 2-й титул за сезон і 5-й — за кар'єру.

### Парний розряд
Сандра Чеккіні /  Патрісія Тарабіні —  Мерседес Пас /  Бренда Шульц 6–3, 7–6(7–5)
- Для Чеккіні це був 1-й титул за рік і 11-й — за кар'єру. Для Тарабіні це був 1-й титул за рік і 1-й — за кар'єру.